# Weisz (apellido)
Weisz (pronunciado /ˈvajs/ⓘ) es un apellido de origen germánico, típico de Hungría y Austria, y común en judíos de estas procedencias alrededor del mundo, sobre todo en Estados Unidos, Reino Unido e Israel. Antes del Holocausto era además común en países como Rumanía (en regiones como Transilvania, antes pertenecientes a Hungría). En Alemania se trata muchas veces de familias de procedencia húngara o austríaca, no necesariamente judías.

## Antroponimia
El apellido Weisz puede tener más de un origen, por lo que es posible que personas que tengan este apellido no compartan el origen del mismo. La hipótesis más extendida en cuanto al apellido húngaro es la adaptación del apellido alemán Weiss a la fonética húngara. En este aspecto sería similar a la ortografía de apellidos húngaros como Halasz o Grosz (en sí una probable adaptación del Gross o Groß alemán). Weiss es un apellido alemán común y su significado puede tener varios orígenes, con el color blanco (en alemán, Weiß) siendo la hipótesis más extendida, pues muchos otros apellidos tienen sus orígenes en colores (lo mismo que ocurre en los apellidos españoles Blanco o Rojo, aunque en alemán —como en inglés y otras lenguas germánicas— son comunes muchos más colores). Eso sí, no se sabe a ciencia segura a qué característica se refería con la mención del color blanco. Por otra parte, también puede tener origen distinto, al menos en algunos casos, como lo hubiera sido la palabra Waise, que significa huérfano, o Weise, que significa sabio o inteligente. Existen documentos que reflejan el uso de estas palabras para indicar a una persona concreta («der Weise»). En todo caso, la variante Weisz sería la adaptación de este apellido al húngaro.
Otra explicación, en el caso de Austria, es la forma de escribir la letra ß (eszett) empleando solo letras del alfabeto latino básico. En su forma actual se suele usar con este fin una 'doble s' ('ss'), como refleja precisamente el apellido Weiss, siendo además la forma elegida en la Rechtschreibreform para deletrear ciertas palabras. También las personas apellidadas Weiß, a la hora de omitir la ß (como en direcciones de correo electrónico o usando teclados que no incluyen esta letra), lo reemplazan por 'ss'. Sin embargo, tradicionalmente se solía cambiar dicha letra por 'sz', sobre todo en los territorios del Imperio austríaco (lo cual coincide además con el nombre de la letra). En todo caso, durante la monarquía austrohúngara, el uso del apellido Weisz, de ambos orígenes, pudo haberse visto reforzado.
Otras teorías sostienen que Weisz proviene de hecho de la palabra Wiese (prado), guardando por tanto relación con los apellidos Wiese, Wies, Wieser, Wiesen, Wiesa (en Silesia) y similares; o que su origen viene directamente de wīz —‘blanco’ en altogermánico central—, la palabra que dio origen al Weiß alemán, pudiendo haberse quedado con la 'z' de la palabra original.
Tanto Weisz como Weiss, Weiß y Weis se pronuncian como [Vais] en su transliteración española, es decir, que el uso de distintas letras no altera la pronunciación. Sin embargo, se distinguen de grupos procedentes de cada una de estas formas, por ejemplo, los apellidos Weiss, Weisse, Weisser formando un grupo separado de los apellidos antes mencionados (los basados en Wiese).
Weisz no ha de confundirse con el apellido Weitz (y sus derivados – Weitzel, Wetzel, etc.), pronunciado [Vaits] en transliteración española. El origen y significado de este último, también germánico y también típico de los judíos asquenazíes, son totalmente distintos. Tampoco han de confundirse nombres como Weiszman(n) y Weizman(n), este último pronunciado como [ts] en español. El Instituto Weizmann de Ciencias no comparte por tanto raíces con el apellido Weisz.

### Romanización
Una de las hipótesis más extendidas sobre el apellido español Báez, es que el mismo tiene su origen —al menos en parte— de los judíos de los reinos ibéricos originalmente apellidados Weisz o Waisz. La adaptación pudo haber sido consecuencia de las persecuciones antijudías (o por ley, cara a la expulsión de 1492, aunque muchos se apellidaban así ya en siglos anteriores), o bien una adaptación fonológica al judeoespañol hablado por estas comunidades, donde la pronunciación de los nombres es idéntica a la del español. Cabe destacar que en la parte occidental de la península ibérica, el origen del apellido bien podría haber sido portugués (a partir de Vaes).

## Uso contemporáneo
Debido a su origen común y pronunciación similar, los apellidos Weisz, Weiss y Weiß se han visto en ocasiones intercambiados con el tiempo, siendo el más habitual de este tipo de cambios el de Weisz al más común Weiss. En el caso de los personajes famosos, en ocasiones se hace uso en los medios de dos o tres de estas formas alternativamente. El cambio de letra final puede haber sucedido a sabiendas, por ejemplo con el fin adoptar otro sentido étnico o para facilitar la integración en un país de acogida. También puede ocurrir sin intención, habitualmente tras haber usado un sistema ortográfico distinto durante más de una generación, como es el caso del alfabeto hebreo, que no distingue entre dichas formas. A veces hasta en una misma familia, hay quienes utilizan una forma de escribir y sus parientes otra.

## Ejemplos
Algunos reconocidos personajes apellidados Weisz son la actriz británica Rachel Weisz, el ilusionista Harry Houdini (nacido Erik Weisz, habiendo cambiado su nombre a Erich Weiss tras emigrar a Estados Unidos), la actriz austriaca Franziska Weisz y el químico checo-estadounidense Paul B. Weisz.